# Polygonus
Polygonus este un gen de fluturi din familia Hesperiidae. 

## Specii
- Polygonus leo (Gmelin, [1790]) Argentina
  - P. leo leo Brazilia to Florida, Hispaniola, Haiti
  - P. leo arizonensis  (Skinner, 1911)  sudul California, Arizona, vestul Texas, sudul New Mexico, Mexic
  - P. leo hagar  Evans, 1952 Jamaica
  - P. leo histrio  Röber, 1925 Arizona
  - P. leo pallida Röber, 1925 Peru

- Polygonus savigny (Latreille, [1824]) Montserrat, sudul Florida, Antile, Argentina, America Centrală, America de Sud
  - P. savigny savigny Brazilia (Santa Catarina),
  - P. savigny punctus Bell & Comstock, 1948 Saint Vincent [1]